# Euantha aucta
Euantha aucta là một loài ruồi trong họ Tachinidae.